# Hyloxalus chocoensis
Hyloxalus chocoensis är en groddjursart som beskrevs av George Albert Boulenger 1912. Hyloxalus chocoensis ingår i släktet Hyloxalus och familjen pilgiftsgrodor. IUCN kategoriserar arten globalt som otillräckligt studerad. Inga underarter finns listade i Catalogue of Life.